# Лежень американський
Лежень американський (Burhinus bistriatus) — вид сивкоподібних птахів родини лежневих (Burhinidae).

## Поширення
Птах поширений в Центральній та Південній Америці. Гніздиться мозаїчно з Південної Мексики до Північної Бразилії та на Гаїті.

## Опис
Птах завдовжки до 48 см, вагою до 780 г. Забарвлення оперення плямисте, сіро-коричневе. Голова має чорну вершину та білу надбрівну смугу. Шия та горло світлішого забарвлення. Черево біле.

## Спосіб життя
Трапляється на сухих луках та посушливах степах. Активний вночі. Живиться безхребетними та дрібними хребетними. Сезон розмноження припадає на суху пору року. Моногамний птах. Яйця відкладає у ямку в піщаному або кам'янистому ґрунті поблизу води. Гніздо вистелює сухою травою. У кладці два яйця. Інкубація триває 25-27 днів. Обидва батьки піклуються про пташенят.